# Бахджат ат-Тальхуни
Бахджат ат-Тальхуни (араб. بهجت التلهوني‎; 1913, Маан — 1994) — премьер-министр Иордании с 29 августа 1960 года по 28 января 1962 года, с 6 июля 1964 года по 14 февраля 1965 года, с 7 октября 1967 года по 24 марта 1969 года и с 13 августа 1969 года по 27 июня 1970 года.

## Биография
В 1935 окончил юридический факультет Университета Дамаска, потом работал судьёй.